# Sarah Lahbati
Sarah Alzol Lahbati (nacida el 9 de octubre de 1993 en Ginebra, Suiza) es una actriz y cantante filipina de ascendencia marroquí. Ganó notoriedad al participar en la quinta temporada de StarStruck, un programa de talentos emitido por la cadena filipina GMA, donde se destacó como finalista.
Lahbati nació en Ginebra, Suiza, de padre marroquí y madre filipina originaria de la región de Bicol. Aunque creció en Suiza, visitaba Filipinas con frecuencia y, a los ocho años, pasó dos años estudiando en el país, en la Academia de la Inmaculada Concepción en Cavite. Es multilingüe, y domina el francés, el inglés y el tagalo, además de suizo-alemán y árabe. Criada en una familia cristiana, participaba en el coro de su iglesia antes de su ingreso a StarStruck.
Actualmente, Lahbati vive en Cavite, la provincia natal de su madre, donde es motivo de orgullo para sus vecinos y seguidores locales tras su éxito en el programa.

## Filmografía
Television
| Año          | Título               | Personaje                | Canal       |
| 2010-present | Party Pilipinas      | Herself                  | GMA Network |
| 2010         | Eat Bulaga           | Herself/Guest            | GMA Network |
| 2010         | Unang Hirit          | Herself/Guest            | GMA Network |
| 2010         | Full Time Moms       | Herself/Guest            | QTV         |
| 2010         | Diz iz it            | Herself/Guest Judge      | GMA Network |
| 2010         | Starstruck 5         | Ultimate Female Survivor | GMA Network |
| 2010         | Gumapang Ka Sa Lusak | Mika                     | GMA Network |
| 2005         | Hokus Pokus          | Mayette/Mayeng           | GMA Network |